# École pour l’informatique et les techniques avancées
École pour l'informatique et les techniques avancées (EPITA) – francuska Grande école w Le Kremlin-Bicêtre i Villejuif, specjalizująca się w telekomunikacji i informatyce. Nauczanie obejmuje elektronikę, przetwarzanie sygnałów, inżynierię informatyczną, techniki sieciowe, ekonomię oraz wiele innych zagadnień.
EPITA została założona w roku 1984.